# René Samson
René Samson (Paramaribo, 25 juni 1948 – Amsterdam, 5 juli 2019) was een Nederlandse componist en chemicus, geboren en getogen in Suriname.

## Levensloop

### Chemie
Samson studeerde chemie aan de Universiteit van Amsterdam en vervolgens aan het Weizmann Institute of Science in Rechovot, Israël. Na zijn promotie werkte hij een aantal jaren als post-doc in de Verenigde Staten (University of Illinois, Urbana-Champaign, en vervolgens Massachusetts Institute of Technology, Cambridge), en kwam vervolgens in dienst bij Shell in Nederland. Hij bleef daar werkzaam tot aan zijn pensioen. Na zijn pensioen volgden nog enkele publicaties met onder andere Joseph Biello.

### Muziek
Als fluitist had René Samson les van Hans van de Weyer en Eleonore Pameijer en speelde hij in verschillende orkesten. Op zijn veertigste begon hij te componeren. Daartoe nam hij lessen bij Monique Suring, Leo Samama en Klaas de Vries. René Samson componeerde koorwerken, muziektheater, en veel instrumentale en vocale kamermuziek veelal in opdracht van vooraanstaande Nederlandse en buitenlandse musici. Voor het werk Contrasting Moods won René Samson een prijs ("Special mention and medal of the Presidente della Republica Italiana") op de internationale compositie-competitie "Città di Udine".

## Stichting René Samson
Na het overlijden van René Samson is er een stichting opgericht, die tot doel heeft om René Samsons composities te behouden, en zijn werk met regelmaat te laten uitvoeren.

## Composities
Kamermuziek vocaal
- # 4 Liederen (1989)
- #15 Vier kerstliederen, voor sopraan (fluit), viool en cello (1994)
- #18 In Limine, liederencyclus voor mezzosopraan, fluit, viool, cello en piano op gedichten van Eugenio Montale (1995)
- #19 Vier Beatles liedjes, voor a-capellazang (1995)
- #24 Tegen de tijd, liederencyclus voor bariton, klarinet en piano op gedichten van Rutger Kopland (1997)
- #29 Drie madrigalen, liederencyclus voor sopraan, klarinet en piano op gedichten van Petrarca, Montale en Lucebert (1998)
- #40 Twee Psalmen, voor bariton, drie hoorns en tuba (2001)
- #43 Drie Jiddische Liedjes, voor mezzo, altviool en piano (2003)
- #44 Regardant … écoutant..., liederencyclus voor sopraan, viool, cello en piano op gedichten van Philippe Jaccottet (2004)
- #46 Songs of Love and Merriment, voor vrouwenstem en harp (2005)
- #48 Arrangement van 4 liederen van F. Cavalli, voor zang en piano (2006)
- #51 De Juliana's, muziektheater voor sopraan en harp op tekst van Olaf Mulder (2006)
- #52 Wagner’s Dreams, voor bariton, viool, altviool, cello en piano op een gedicht van Alissa Valles (2007)
- #58 The darkling thrush, liederencyclus voor mezzosopraan en blaaskwintet (2008)
- #66 The hours rise up, voor mezzosopraan en cello (2010)
- #71 Drie Jiddische Liedjes, voor mezzosopraan, altviool en piano (2011)
- #73 Four Whitman Songs, voor bariton en piano (2011)
- #74 Walking into Clarity, een muzikale fantasie voor bariton en piano gebaseerd op het leven en werk van Ivor Gurney (2012)
- #81 Kultuurtuin Kawina, voor mezzosopraan en slagwerk op teksten van de Surinaamse dichters Bernardo Ashetu en Michaël Slory (2013)
- #85 Guglielmo Ebreo, voor sopraan, bariton, viool en klavecimbel, de duet-aria op een tekst van Tsafrira Levy (2014)
- #87 Three Sonnets, voor bariton en piano op gedichten van Maarten Maartens (2015)
- #93 Oaks, voor mezzo-sopraan en klavecimbel op een gedicht van Z.Herbert (2017)
- #94 The Scent of Pink, een liederencyclus voor alt en piano op gedichten van Asaph Ben-Menahem (2017)

Toverlantaarn, voor zang en piano
- #27 Overwintering op Nova Zembla (1997)
- #30 Don Quichote (1998)
- #36 Robinson Crusoe (2000)
- #39 Damon en Pythias (2001)

Kamermuziek instrumentaal
- # 1 Étude Moderne No.1 van P. Jean-jean, voor fluit (piccolo), 2 hobo’s, 2 klarinetten, 2 fagotten, 2 hoorns, 2 trompetten en strijkers (1986)
- # 5 Dialoog van twee oude heren over de grondslagen der filosofie, voor fluit (1990)
- # 6 Twee stukken, voor cello solo (1991)
- # 7 Trio Double-V, voor fluit, hobo en cello (1991)
- # 8 Trio voor Piano, piano, viool en cello (1992)
- #12 Bagatelle, voor piano (1992)
- #14 Episoden, voor twee piano’s in kwart-tonen (1994)
- #23 To yodl or not to, voor solo-piano (1996)
- #22 Eine kleine Gamalan-musik, voor fluit en piano(1997)
- #31 Sonate, voor cello en piano (1999)
- #33 Elef Lajla We-lajla, voor solo-viool met zang (2000)
- #35 B.G. & Co, voor klarinet, cello en piano (2000)
- #37 Blues? Hin da mit!, voor solo-piano (2001)
- #38 Leeggelopen Zee, Versplinterd Glas, voor altviool en piano (2001)
- #41 Cadenza for four players, voor piccolo violin, block flute, vibraphone and double bass (2002)
- #45 Murmurs and cries, voor fluit en basklarinet (2005)
- #54 Acequias, voor harp en marimba (2007)
- #55 Farewell, voor piano solo (2007)
- #56 Four pieces, for flute, violin and double bass (2008)
- #57 Lebensstürme, voor 8 fluiten, een transcriptie van Lebensstürme van Schubert
- #60 Windkracht Acht, voor acht fluiten (2009)
- #61 Dagboek van een ongelukkige liefde, voor fluit en cimbalon (2009)
- #64 Profiles, voor viool en piano (2010)
- #65 Sporen, voor fluit, viool, altviool, cello en harp (2010)
- #67 Thirty-one steps to heaven, voor fluit, klarinet, altviool, 31-toonsgitaar, piano, 31-toons orgel en slagwerk (2010)
- #68 Synthesia #1, voor 7 trombones (2011)
- #68b Vüür Sacha en Jaron, voor piano (2011)
- #70 Contrasting moods, voor fluit, klarinet, slagwerk en piano (2011)
- #75 Zeven zielige zweetmeeuwen bij een prijzig ijswak, voor cello (2012)
- #77 Arr. van Weberns Variationen für Klavier op.27, voor 2 harpen (2012)
- #79 Lines, Dots and So On, voor twee harpen (2012)
- #80 SU4, voor saxofoonkwartet (2013)
- #83 Waterspel, voor fortepiano en gitaar (2013)
- #84 Crossing lines, voor viool en piano (2013)
- #86 Réflexions, voor fluit en altviool (2014)
- #88 Butternut Squash Za'atar, voor fluit en piano (2015)
- #89 Fuur Emile, voor solo tuba (2015)
- #90 Arr. drie delen uit die Kunst der Fuge, voor viool, hoorn en piano (2015)
- #95 Theme and Variations for Mike and Mirek, voor altviool (2017)
- #99 Jaron 47, voor piano (2019)

Koormuziek
- #19 Vier Beatles liedjes, voor a-capellazanggroep (1995)
- #20 Herinneringen aan een gedroomd eiland, voor spreker, koor, piano en slagwerk op gedichten van Yorgos Seferis en Willem van Toorn (1995/1996)
- #21 Geen koorden maar draden, voor 3 gemengde koren (1996)
- #26 Drie Liedjes over Den Haag, voor 4-stemmig mannenkoor (1997)
- #28 Drie Baldadige Liedjes, voor gemengd koor a capella (1998)
- #34 Aan eenen jonge visscher, voor mannenkoor (2000)
- #43 Drie Jiddische Liedjes, voor koor a capella (2003)
- #49 Ourrichar Gangridge, voor vrouwenkoor op gedichten van Anneke Brassinga (2006)
- #59 Drents Drieluik, voor gemengd koor a capella (2008)
- #76 Kinot (Klaagzangen), voor gemengd koor, koperensemble, slagwerk en harp (2012)
- #78 Visje houd je snater, voor gemengd koor (2012)
- #96 Collage in tijd, voor gemengd koor, solo-alt en solo-bas (2017)

Muziek voor grotere ensembles
- #10 Orkestratie van 5 liederen van Samuel Barber Hermit Songs (1992)
- #11 Vier Duitse Liederen, voor bariton en orkest (1992)
- #17 Batavia goes pop, voor symfonie-orkest (1995)
- #47 Tehilim, voor bariton en harmonieorkest (2006)
- #50 Clairobscure, voor solerend strijkkwartet en strijkersensemble (2006)
- #53 Calmovivo, voor strijkersensemble (2007)
- #62 Fragments-20, voor sopraan en ensemble op een gedicht van Alissa Valles (2009)
- #63 Splinters, voor sopraan en symfonieorkest op een gedicht van Alissa Valles (2009)
- #69 Schumann Liederkreis, voor 11 instrumenten, op Schumann's op.39 (2011)
- #98 In the House of the Departed, liederencyclus voor contra-alt en ensemble op gedichten van Asaph Ben-Menahem (2019)

### Opera
- #13 De Vervalsing, opera (1993/1994)
- #42 Het Ware Geweld, opera in vier bedrijven op een origineel libretto van Olaf Mulder (2002/2004)
- #72 Het Ware Geweld, voor tenor, bariton, spreekstem, viool, cello, piano en slagwerk (2011)
- #91 Arrangement van Si duolcement me fait amours als slotkoor Guglielmo Ebreo (2015)
- #92 Guglielmo Ebreo, kameropera voor 5 solozangers, gemengd koor en ensemble op een origineel libretto van Tsafrira Levy (2016)
- #97 We'll never let you down, kameropera over het leven van Jacqueline du Pré, derde akte, voor bariton, actrice, cello en piano, libretto van Mirjam Koen en Gerrit Timmers (2018)

## Wetenschappelijke publicaties
- Pasmanter, Ruben & Samson, René & Ben-Reuven, Abraham. (1972). Light scattering by dense dielectric media. Chemical Physics Letters. 16. 470–472. 10.1016/0009-2614(72)80402-0.
- Samson, René & Sommer, Bat-Sheva. (1974). Structure in excimer line shape. Chemical Physics Letters. 24. 257–259. 10.1016/0009-2614(74)85445-X.
- Samson, René & Pasmanter, Ruben. (1974). Multiparticle effects in second harmonic generation. Chemical Physics Letters - CHEM PHYS LETT. 25. 405-408. 10.1016/0009-2614(74)85331-5.
- Samson, René & Ben-Reuven, Abraham. (1975). The external-field approximation in quantum optics. Chemical Physics Letters. 36. 523-526. 10.1016/0009-2614(75)80294-6.
- Samson, René & Pasmanter, Ruben & Ben-Reuven, Abraham. (1976). Molecular theory of optical polarization and light scattering in dielectric fluids. I. Formal theory. Phys. Rev. A. 14. 10.1103/PhysRevA.14.1224.
- Samson, René & Ben‐Reuven, A.. (1976). Theory of collision‐induced forbidden Raman transitions in gases. Application to SF6. The Journal of Chemical Physics. 65. 10.1063/1.433588.
- Samson, René & Deutch, John. (1977). Exact solution for the diffusion controlled rate into a pair of reacting sinks. Chemical Physics - CHEM PHYS. 67. 847-847. 10.1063/1.434853.
- Samson, René & Deutch, John. (1978). Diffusion‐controlled reaction rate to a buried active site. The Journal of Chemical Physics. 68. 285-290. 10.1063/1.435494.
- Samson, René & Bedeaux, Dick & DEUTCH, JM. (1978). A simple model of fuel spray burning II. Linear droplet streams. Combustion and Flame - COMBUST FLAME. 31. 223-229. 10.1016/0010-2180(78)90133-5.
- Samson, René & Bedeaux, Dick & Saxton, M.J. & Deutch, John. (1978). A simple model of fuel spray burning I: Random sprays. Combustion and Flame. 31. 215-221. 10.1016/0010-2180(78)90132-3.
- Awerbuch, T.E. & Samson, René & Sinskey, Anthony. (1979). A quantitative model of diffusion bioassays. Journal of theoretical biology. 79. 333-40. 10.1016/0022-5193(79)90350-3.
- Samson, René & Deutch, John. (1981). Influence of flow on chemical reaction rates. Chemical Physics - CHEM PHYS. 74. 2904-2909. 10.1063/1.441410.
- Samson, René & Brakel, C. & Scott, A. & Chandrasekharan, K. & Veenstra, P.. (1988). A bubble model describing the influence of internals on gas fluidization. Chemical Engineering Science - CHEM ENG SCI. 43. 2215-2220. 10.1016/0009-2509(88)87106-9.
- Goudriaan, F. & Masters, C.M.A.M. & Samson, René. (1989). Shell process for low temperature NOx control. Joint EPA-EPRI Symposium on Stationary Combustion NOx Control, San Francisco. 2. 8-39.
- Woldhuis, A. & Goudriaan, F. & Groeneveld, M. & Samson, René. (1991). Process for Catalytic Flue Gas Denoxing. 10.2118/23334-MS.
- Samson, René & Dries, Huub & Chen, Y.-M & Willbourne, P.. (2005). Refining: Advantages of partial-burn regenerators. 10. 77-78, 81.
- Samson, René. (2011). A simple model of fuel spray burning. Combustion and Flame - COMBUST FLAME. 158. 189-189. 10.1016/j.combustflame.2010.08.007.
- Chewter, Leslie & Dries, Hubertus & Samson, René & Ye, Mao. (2014). Riser reactor system and a process for the preparation of an olefinic product.
- Dries, Huub & Ye, Mao & Samson, René. (2014). Catalyst return apparatus, and process for reacting a feedstock.
- Chewter, Leslie & Dries, Hubertus & Samson, René & Ye, Mao. (2014). Catalyst return apparatus, and process for reacting a feedstock.
- Biello, Joseph & Samson, René. (2015). Competitive effects between stationary chemical reaction centres: A theory based on off-center monopoles. The Journal of chemical physics. 142. 094109. 10.1063/1.4913216.
- Biello, Joseph & Samson, René & Sigal, Eugene. (2016). The Steady-State Convection-Diffusion Equation at High Péclet Numbers for a Cluster of Spheres: An Extension of Levich's Theory. SIAM Journal on Applied Mathematics. Vol. 76. pp. 1515-1534. 10.1137/15M1039389.
- Samson, René & Biello, Joseph. (2016). Longitudinal Instability of Slurry Pipeline Flow. International Journal of Multiphase Flow. 90. 10.1016/j.ijmultiphaseflow.2016.12.005.